# Dio-et-Valquières
Dio-et-Valquières este o comună în departamentul Hérault din sudul Franței. În 2009 avea o populație de 159 de locuitori.

## Evoluția populației
| An        | 1975 | 1982 | 1990 | 1999 | 2006 | 2009 |
| --------- | ---- | ---- | ---- | ---- | ---- | ---- |
| Populație | 66   | 98   | 134  | 136  | 156  | 159  |